# Edina zemlja
Edina zemlja (angleško No Other Land) je palestinsko-norveški dokumentarni film iz leta 2024, ki so ga režirali Basel Adra, Hamdan Ballal, Juval Abraham in Rachel Szor. Premierno je bil predvajan na Berlinalu februarja 2024, kjer je osvojil nagrado za najboljši dokumentarni film. Na podelitvi marca 2025 je prejel oskarja za najboljši celovečerni dokumentarni film.

## Dogajanje
Film spremlja mladega palestinskega aktivista Basela Adro iz Masafer Jatte, skupine vasi južno od Hebrona na Zahodnem bregu, kjer namerava izraelska vojska ustvariti vojaško vadišče. Vojska z buldožerji ruši objekte in prisilno izseljuje prebivalce.
Skupaj z izraelskim novinarjem Juvalom Abrahamom, njegovo sodelavko Rachel Szor ter palestinskim fotografom Hamdanom Ballalom Basel dokumentira uničevanje in proteste vaščanov proti temu. Obravnavana so tudi nasilna dejanja posameznih skrajnih izraelskih naseljencev in vojske.

## Produkcija
Delo na filmu se je začelo leta 2018 in končalo malo pred 7. oktobrom 2023. Epilogu so naknadno dodali posnetek s konca oktobra 2023, ki prikazuje enega od Adrovih bratrancev, ki ga je ustrelil izraelski naseljenec.
Producenta filma sta Norvežana Fabien Greenberg in Bård Kjøge Rønning. Produkcijski podjetji sta bili palestinsko Yabayay Media in norveško Antipode Films.

## Izid
Film je doživel svetovno premiero na mednarodnem filmskem festivalu v Berlinu v sekciji Berlinale Panorama 17. februarja 2024. Mednarodna premiera je bila 15. marca na københavnskem mednarodnem festivalu dokumentarnega filma v sekciji »Nujne zadeve« s temo »Konfliktno«.
Do januarja 2025 je film dobil distributerje v 24 državah, med katerimi ni bilo ZDA, kjer se je sicer z namenom kvalifikacije za oskarja en teden novembra 2024 predvajal v newyorškem Film at Lincoln Center. Januarja in februarja 2025 so avtorji film samodistribuirali v ameriških art-kinih, začenši z newyorškim kinom Film Forum in nato v več ostalih mestih.
V Sloveniji je film prišel v kinematografe sredi marca 2025.

## Odzivi
Na spletnem mestu Rotten Tomatoes, ki zbira in povpreči recenzije, ima film 100-odstotno pozitivno oceno na osnovi 92 recenzij. Na spletnem mestu Metacritic ima povprečno oceno 93 od 100, kar nakazuje na »splošno odobravanje«.

### Berlinale
Na Berlinalu 2024 je No Other Land prejel nagrado za najboljši dokumentarni film. Nagrado sta sprejela Basel Adra in Juval Abraham. V zahvalnem govoru je Adra dejal, da Izrael v Gazi »kolje« ljudi, in pozval Nemčijo, naj preneha dobavljati orožje Izraelu. Abraham je nato nagovoril občinstvo: 
»Z Baslom sva istih let, jaz sem Izraelec, on je Palestinec. Čez dva dni se bova vrnila v državo, kjer si nisva enakopravna. Živim po civilnem pravu, Basel po vojaškem pravu. Živiva 30 minut narazen, toda jaz imam volilno pravico, Basel je nima. Imam svobodo, da v tej državi grem, kamor hočem; Basel je, tako kot milijoni Palestincev, zaprt na zasedenih ozemljih. To stanje apartheida med nami, ta neenakost se mora končati. In sprašujemo se, kako doseči spremembe, končati okupacijo, doseči politično rešitev ... Pravega odgovora nimamo, vendar jaz mislim, da je eden od odgovorov, naj se ljudje zares vzdignejo. /.../ Zavzeti se moramo za premirje. Zavzeti se moramo za politično rešitev, ki bo končala okupacijo.«
Adrov in Abrahamov govor je več nemških politikov kritiziralo kot antisemitskega in enostranskega, ker ni hkrati obsodil sedmooktobrskega Hamasovega napada. Med njimi so bili župan Berlina Kai Wegner, vladna predstavnica za stike z javnostmi Christiane Hoffmann in zvezna komisarka za kulturo Claudia Roth; slednjo so doleteli pozivi k odstopu, ker je govoru ploskala, pozneje pa se je zagovarjala, da je njen aplavz veljal samo izraelskemu nagrajencu.

Izraelska javna televizija (KAN) je govor Juvala Abrahama na Berlinalu označila za antisemitski. Levo-liberalni izraelski časopis Haaretz je to opisal kot odraz trenutne situacije v Izraelu, z »vzdušjem tišine, samocenzure in preganjanja vsakogar, ki izraža kritiko izraelskega režima«. Juval Abraham je poročal, da je po podelitvi začel prejemati grožnje s smrtjo. Dejal je, da so izraelski desničarski skrajneži doma grozili njegovi družini, zato so morali zapustiti svojo hišo, sam pa se ni vrnil v Izrael takoj po podelitvi. Izjavil je, da 
„stati na nemških tleh kot sin preživelih v holokavstu in pozivati k prekinitvi ognja – ter biti označen za antisemita ni le nezaslišano, ampak ogroža tudi življenja Judov. /.../ Ne vem, kaj poskuša Nemčija z nami. Če se s svojo krivdo za holokavst soočajo na tak način, jo delajo nesmiselno.“

### Nagrade
- Mednarodni filmski festival v Berlinu (februar 2024):
  - panorama, nagrada občinstva
  - nagrada Berlinala za najboljši dokumentarni film